# A Execução de Maximiliano
A Execução de Maximiliano (L'Exécution de Maximilien) é uma pintura a óleo sobre tela do pintor francês Édouard Manet, de 1868, sendo a sua terceira versão do tema e encontrando-se no presente no Städtische Kunsthalle, em Mannheim.
A pintura representa a execução de  Maximiliano I do México por um pelotão de fuzilamento da república mexicana, por ocasião do fim da invasão francesa aquele país. Maximiliano foi formalmente imperador do México durante três anos, de 1864 a 1867, durante a ocupação francesa, sob a protecção das tropas de Napoleão III, imperador da França. Ao fim de três anos, Napoleão III ordenou a retirada de suas tropas e aconselhou Maximiliano a abdicar e a embarcar para a Europa. Essa posição foi justificada devido à resistência mexicana em expulsar as forças invasoras e fez parte de um esforço de Napoleão III em não piorar a relação entre o Segundo Império e os seus adversários republicanos na França.
Julgando que a situação era ainda sustentável, Maximiliano permanece no México e cai nas mãos de Benito Juarez, então presidente daquela república. É condenado à morte (num teatro convertido num Tribunal de Justiça) e executado.
A notícia  chegou a Manet durante a Expo do mesmo ano. O pintor, desde sempre devoto republicano, ficou indignado com o modo como foi morto este jovem príncipe.:272 Manet trabalhou mais de um ano num pequeno estudo a óleo, numa litografia (proibida pela censura) e em três grandes quadros. Durante a sua vida, Manet não pode expor ou vender qualquer um desses trabalhos em França, mesmo depois da queda do Segundo Império. A Execução é mostrada num pavilhão pessoal perto da Ponte de Alma em Paris.:273
Após a morte do artista, em 1883, a tela maior é cortada e os seus fragmentos estão actualmente em Londres, o estudo a óleo é enviado para Copenhaga e a primeira versão do quadro para Boston.

## As diferentes versões de Manet

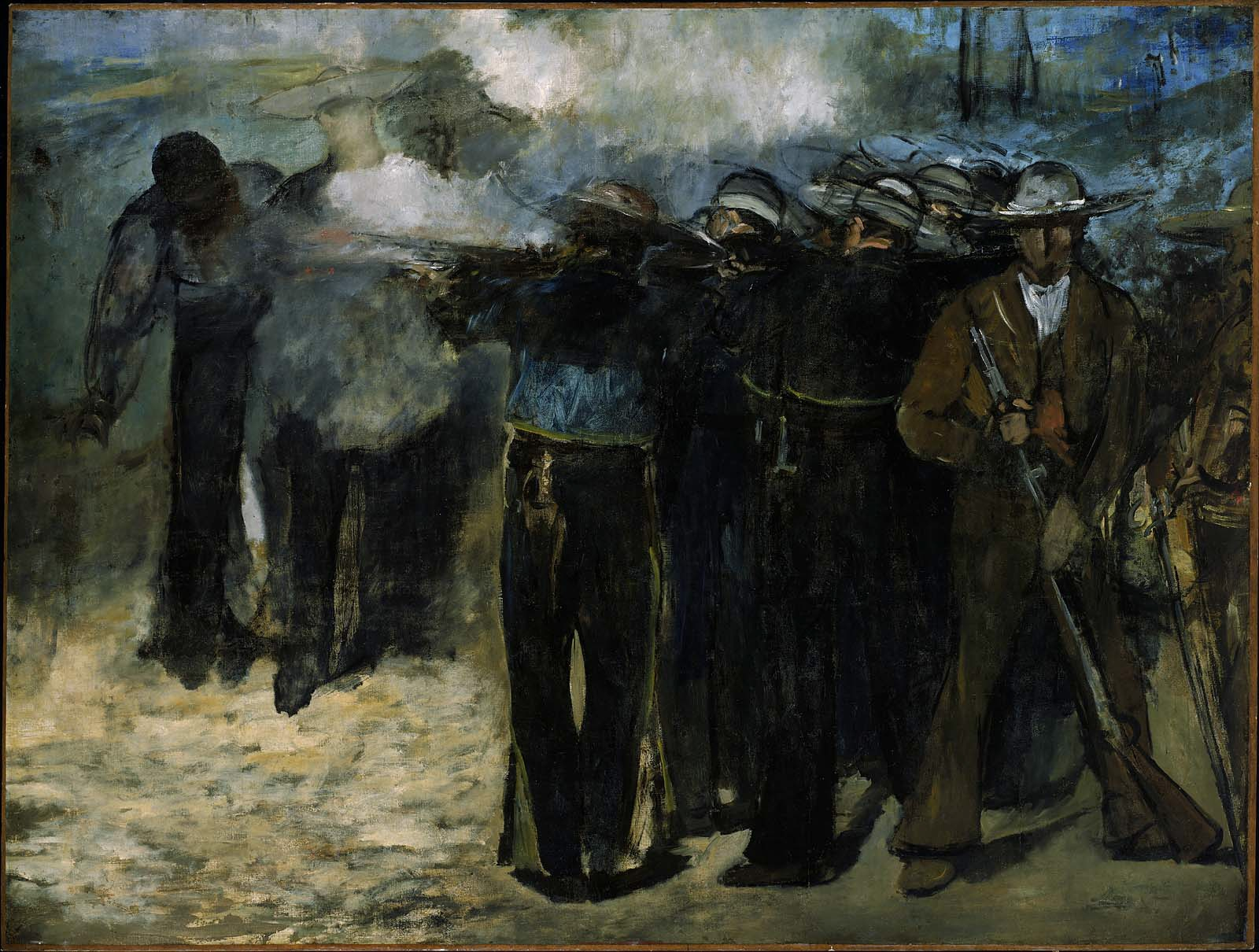
A Execução de Maximiliano, primeira versão 1867, Museu de Belas Artes de Boston

Manet realizou várias versões deste tema. A primeira está no Museu de Belas Artes de Boston, fragmentos da segunda versão estão reunidos na National Gallery (Londres), o esquisso final está em Ny Carlsberg Glyptotek Copenhaga e a composição final está no Museu de Mannheim.:273
«A versão de Boston é a mais próxima de Goya, pelo espírito romântico que o anima e pelos tons quentes, que serão substituidos por uma harmonia fria de cinza, verdes e pretos nas versões seguintes. Enquanto Goya fixa o momento em que os soldados se alinham, Manet fixou o tiro. Esta versão seria o laboratório "primitivo" da composição.»:275
Inspirado no Três de Maio de Goya, embora tratado de  maneira radicalmente diferente, A Execução de Maximiliano satisfez Manet que o teria sem dúvida proposto ao Salão se não lhe tivessem feito saber com antecedência que o mesmo seria recusado. Mas esta pintura era conhecida no ambiente artístico e foi objecto de inspiração para Jean-Léon Gérôme e para o seu Execução do Marechal Ney. Com a sua sequência de "Execuções", Manet é um exemplo do último esforço para recriar a grande pintura de história.:273
A última versão foi concluída em 1868, ainda que ostente a data de execução de Maximiliano, tendo sido comprada em 1909 para o Museu de Mannheim, no então Império alemão, num contexto político muito hostil à França.

## Os condenados e a figura crística

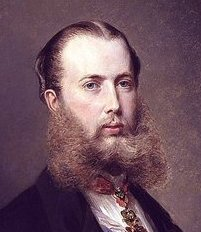
Maximiliano, num quadro de Winterhalter (detalhe)

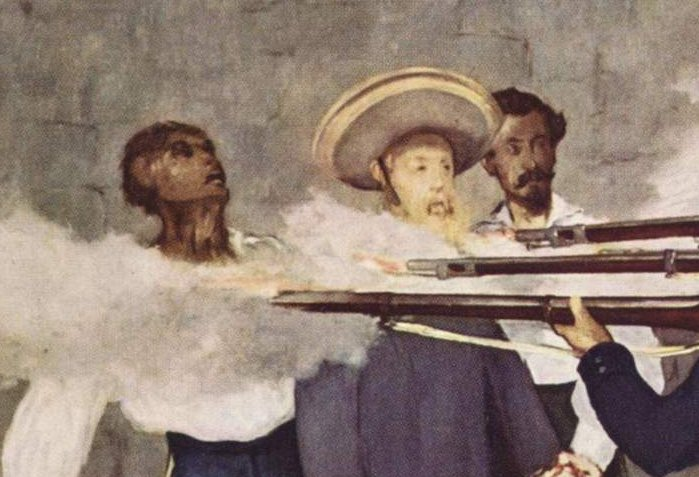
Detalhe: as três vítimas

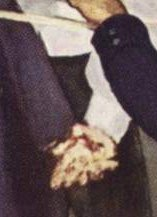
Detalhe: as mãos ensanguentadas dos condenados

Maximiliano é executado na companhia de dois fiéis: o general Tomás Mejía (representado com uma pele acastanhada) e o ex-presidente e general de infantaria Miguel Miramón.
Quando é abandonado por Napoleão III, que retira as suas tropas em 1867, Maximiliano recusou-se a partir com o corpo expedicionário francês: "Um Habsburgo [terá ele dito] não abandona a posição que lhe foi confiada pela providência". É preso pelo exército republicano na cidade de Querétaro após um cerco de 72 dias. No claustro onde fica detido, um seu ajudante encontra a coroa de espinhos de uma estátua de Cristo. Maximiliano disse-lhe: "Dá-ma, fica-me bem." À imagem de Cristo, ele diz-se sentir "traído, enganado e roubado... e finalmente eu fui traído por onze moedas...". Na pintura de Manet, o sombrero parece traçar uma larga aureola clara em torno de seu rosto.
Manet tinha dito uma vez: "É algo que eu sempre tive a ambição de pintar. Eu gostaria de pintar um Cristo na Cruz... Que símbolo! A imagem da dor". Encontramos neste quadro uma outra evocação deste tema cristão: a mão esquerda de Maximiliano e a de Miramón apresentam manchas de sangue, quando a salva de tiros é dada. Este detalhe não realista faz lembrar os estigmas de Cristo.

## O verdadeiro culpado

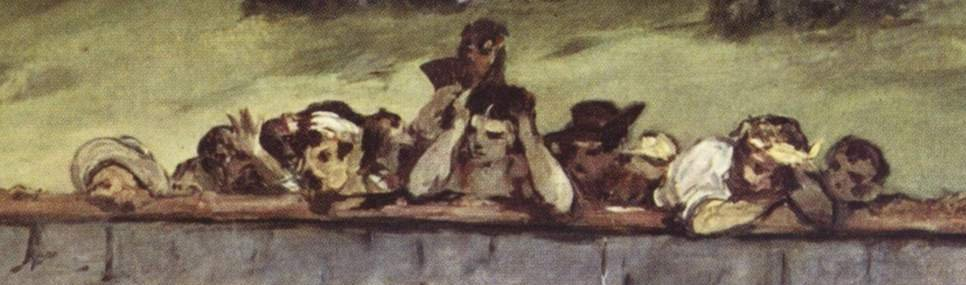
Detalhe: O povo mexicano como espectador

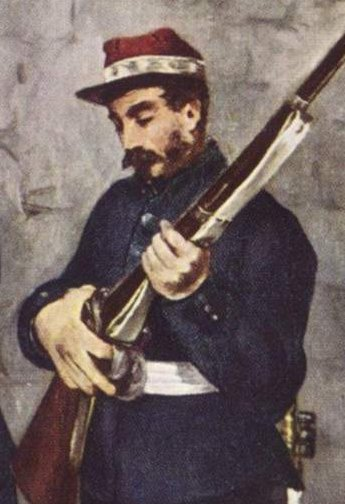
Detalhe: o sargento disfarçado de Napoleão III

Enquanto que na sua primeira versão que está conservada em Boston, os soldados do pelotão de fuzilamento vestem roupas e o sombrero dos republicanos, na sua versão final, Manet veste-os com uniforme do exército imperial francês.
Na sua primeira versão, Manet faz-se o eco da opinião pública que se indigna com a recusa dos republicanos de perdoar ao imperador.
Mas durante o mês de julho de 1867, a imprensa vira as suas acusações para Napoleão III, a quem acusam de ter abandonado Maximiliano. Nas duas versões subsequentes, Manet mudou os uniformes dos soldados e dá ao sargento um bivaque vermelho com os traços de Napoleão III.
Quer assim dizer ao público que realmente é a França que assassina Maximiliano. O povo mexicano é representado a fundo do quadro como simples espectador.

## A inspiração

Três de Maio de Francisco Goya, 1814

O resultado é em grande medida inspirado em Três de Maio de Francisco Goya. Como este, Manet denunciou uma cena de guerra. Também apresenta soldados em uniforme francês. Os espectadores no fundo que representam o povo mexicano, bem como o general Mejía, são tratados num estilo muito similar ao de Goya. A composição parece modelada no Três de Maio, mas o conjunto no entanto é tratado de forma radicalmente diferente. "A execução de Maximiliano" parece ser desprovida de qualquer emoção violenta: os soldados abatem tranquilamente Maximiliano enquanto que um deles está ocupado a recarregar o seu fusil e os espectadores observam por cima do muro.
Manet renunciou voluntariamente aos elementos dramáticos referidos pela imprensa da época: caixões à espera, o padre, os fiéis em lágrimas e as vendas sobre os olhos dos generais. Manet desejava fazer parte da tradição académica da pintura de história - muito apreciada no momento - provavelmente na perspectiva de participar no salão oficial.

## O instantâneo fotográfico
A influência dos documentos fotográficos publicados nos jornais da época:

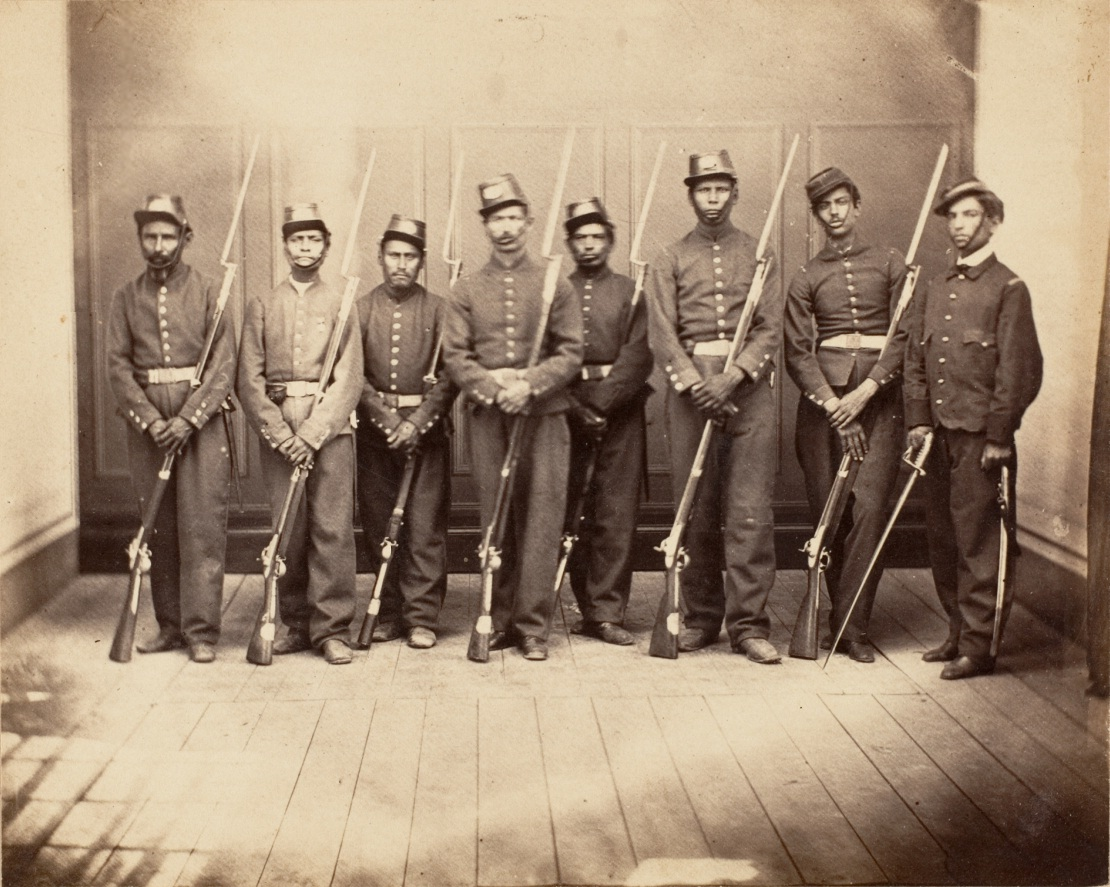
O pelotão de execução de Maximiliano, comandado pelo coronel Palacios (à direita na fotografia)
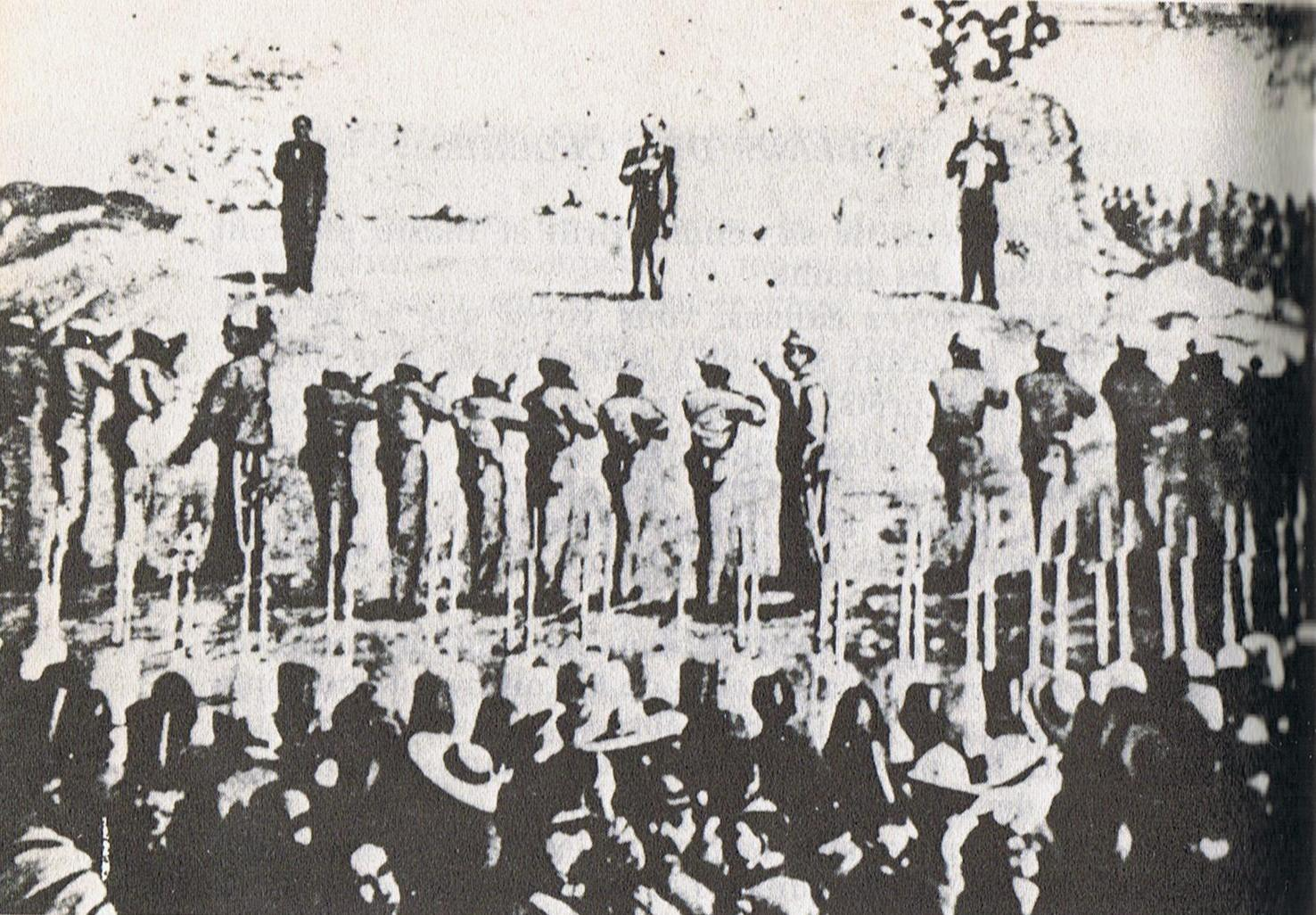
Execução de Maximiliano (à direita na fotografia), de Miramón (centro) e de Mejía

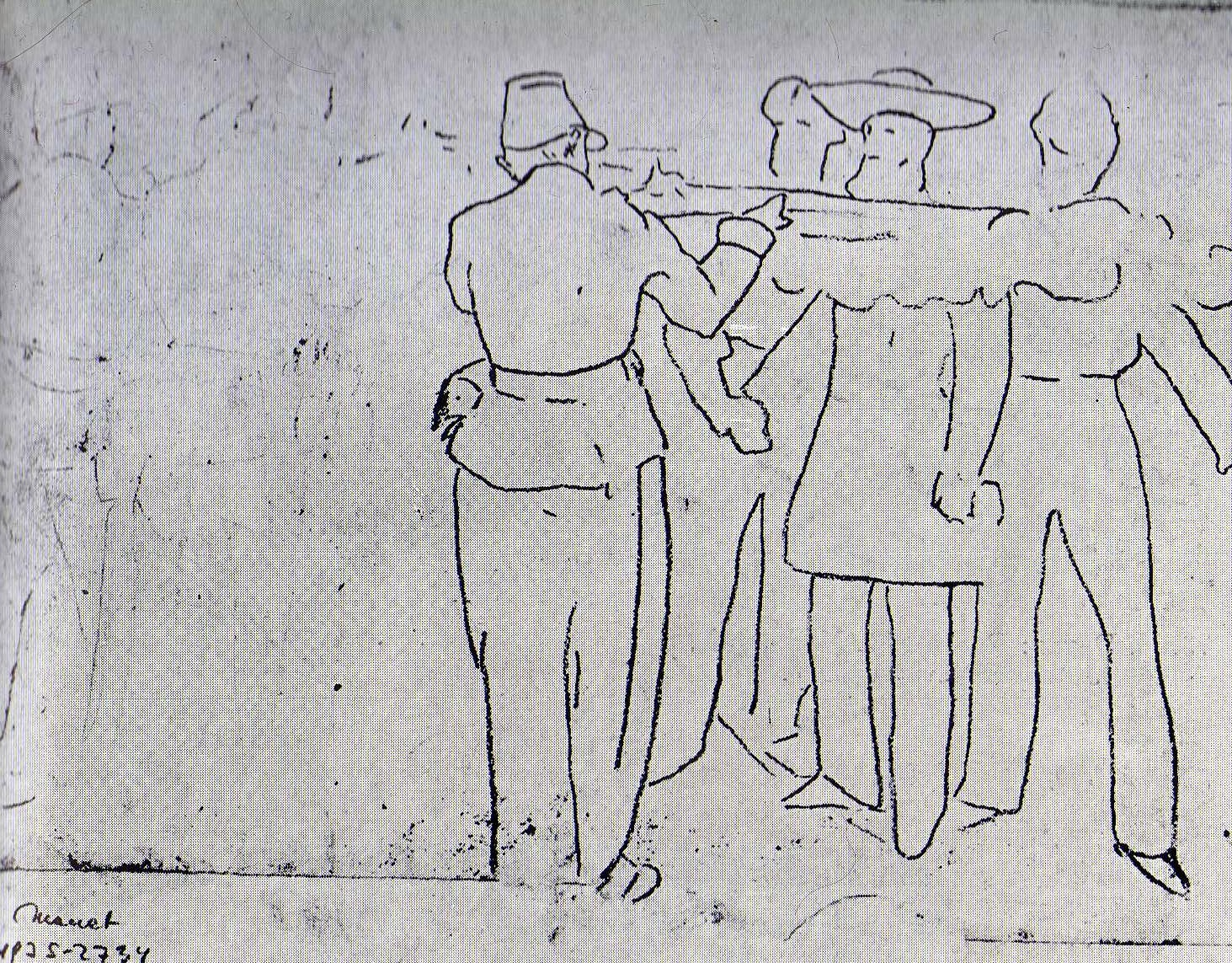
Esquisso de A Execução de Maximiliano